# Psilops mucugensis
Os lagartos são vertebrados tetrápodes, caracterizados por possuírem quatro membros locomotores e a maioria das espécies compartilham uma anatomia externa semelhante, com uma cabeça triangular, quatro membros posicionados ao lado do corpo e uma cauda longa. No campo da zoologia, há diversas descobertas, como, por exemplo, uma nova espécie de lagarto do gênero Psilops.

## Habitat
Espécie endêmica da Caatinga, sendo registrada apenas no estado da Bahia ao longo de uma ecorregião com áreas de elevada altitude (587-1.085 m acima do nível do mar), temperatura média anual de 20 a 24°C e precipitação pluviométrica anual média entre 662 e 917 mm.

## Características Físicas
A espécie Psilops mucugensis possui pálpebras ausentes, olhos grandes e as pupilas arredondadas, já a abertura auditiva é circundada por escamas cíclicas, lisas e imbricadas.
Todas as escamas da cabeça são lisas com poços sensoriais dispostos de forma irregular, as escamas dorsais anteriores estão dispostas em 03 fileiras longitudinais até o nível do braço, mas após esse níveis as escamas tornam-se progressivamente mais alongadas, mucronadas e tricarenadas, possuindo uma crista central mais afiada. Entre o interparietal e o nível posterior das patas traseiras há 34 fileiras transversais.
As escamas laterais são cíclicas, lisas, imbricadas, exceto por uma área com pequenas escamas lisas e planas e justapostas ao redor da inserção do braço, ao redor do meio do corpo tem 18 escamas.
Os membros anteriores possuem escamas grandes, lisas e imbricadas, exceto aquelas nas partes ventrais do braço e antebraço que são menores, na parte anterior das coxas as escamas são grandes, lisas e imbricadas e na parte posterior das coxas com escamas granulares.

## Comportamento
Quando se trata de comportamentos, essa espécie é fossorial e diurna, ou seja, está adaptada a cavar e a viver debaixo do solo, possuindo uma associação restrita aos solos arenosos. Foi registrada em áreas abertas com solo de quartzo arenoso no município de Miguel Calmon, em floresta semidecídua aberta no município de Morro do Chapéu, em um planalto coberto por vegetação semidecídua mais baixa em Mucugê e em campos rupestres em Palmeiras.

## Alimentação
Sua dieta é baseada principalmente em artrópodes, não há muitas informações sobre os itens preferidos na dieta dessa espécie, mas poderia ser semelhante a outros Psilops.

## Reprodução
Em relação à reprodução, essa espécie é ovípara, ou seja, nascem e se reproduzem através de ovos, mas  não há dados detalhados sobre o número de ovos postos pela espécie, entretanto podem ser semelhantes a outros Gymnophthalmidae.